# Anolis pigmaequestris
Espèce
Synonymes
- Deiroptyx pigmaequestris (Garrido, 1975)

Anolis pigmaequestris est une espèce de sauriens de la famille des Dactyloidae. 

## Répartition
Cette espèce est endémique de Cuba. Elle se rencontre dans l'archipel Sabana-Camagüey.

## Description
Les mâles mesurent jusqu'à 140 mm et les femelles jusqu'à 121 mm.

## Publication originale
- Garrido, 1975 : Nuevos reptiles del archipielago cubano. Poeyana, no 141, p. 1-58.